# Trofeo Ramón de Carranza 1967
El Trofeo Ramón de Carranza 1967 fue la XIII edición  de dicho torneo. Los encuentros se disputaron del 2 de septiembre al 3 de septiembre en el Estadio Ramón de Carranza. En esta ocasión participaron el Valencia, Real Madrid, Peñarol y Vasco da Gama. Las semifinales fueron el 2 de septiembre y el tercer puesto y la final el 3 de septiembre.

## Equipos participantes
| País           | Equipo                           |
| -------------- | -------------------------------- |
| Brasil 1 cupo  | C. R. Vasco da Gama              |
| España 2 cupos | Valencia C. F. Real Madrid C. F. |
| Uruguay 1 cupo | C. A. Peñarol                    |

## Cuadro
|  | Semifinales 2 de septiembre | Semifinales 2 de septiembre |   |         | Final 3 de septiembre | Final 3 de septiembre |  |
|  |                             |                             |   |         |                       |                       |  |
|  |                             |                             |   |         |                       |                       |  |
|  |                             |                             |   |         |                       |                       |  |
|  | Real Madrid                 | 6                           |   |         |                       |                       |  |
|  | Vasco da Gama               | 1                           |   |         |                       |                       |  |
|  |                             |                             |   |         |                       |                       |  |
|  |                             |                             |   |         |                       |                       |  |
|  |                             |                             |   |         | Real Madrid           | 1                     |  |
|  |                             | Valencia                    | 2 |         |                       |                       |  |
|  |                             |                             |   |         |                       |                       |  |
|  |                             |                             |   |         |                       |                       |  |
|  |                             |                             |   |         | Tercer lugar          |                       |  |
|  |                             |                             |   |         |                       |                       |  |
|  | Valencia                    | 2                           |   | Peñarol | 3                     |                       |  |
|  | Peñarol                     | 0                           |   |         | Vasco da Gama         | 1                     |  |

## Semifinales
| 2 de septiembre de 1967 | Real Madrid                                                                                    | 6:1 (3:0) | Vasco da Gama | Ramón de Carranza, Cádiz |  |
|                         | M. Velázquez 15' · M. Pérez 20' · Paco Gento 36' · M. Bueno 58' · A. Amaro 64' · R. Grosso 75' |           | Nado ?'       |                          |  |

| 2 de septiembre de 1967 | Valencia                | 2:0 (1:0) | Peñarol | Ramón de Carranza, Cádiz |  |
|                         | Paquito 20' · Waldo 57' |           |         |                          |  |

## Tercer puesto
| 3 de septiembre de 1967 | Peñarol              | 3:1 (1:1) | Vasco da Gama | Ramón de Carranza, Cádiz |  |
|                         | P. Rocha 26' 81' 85' |           | Bianchino 25' |                          |  |

## Final
| 3 de septiembre de 1967 | Valencia                | 2:1 (1:1) | Real Madrid | Ramón de Carranza, Cádiz |  |
|                         | V. Jara 19' · Waldo 65' |           | I. Zoco 40' |                          |  |

Campeón

Valencia C. F.
1° título